# Sture Allén
Sture Allén (ur. 31 grudnia 1928 w Göteborgu, zm. 20 czerwca 2022) – szwedzki językoznawca, profesor lingwistyki komputerowej na Uniwersytecie w Göteborgu. W latach 1986–1999 był sekretarzem Akademii Szwedzkiej, zajmując tam fotel nr 3; jego poprzednikiem był Carl Ivar Ståhle.